# Diocèse de Kansas City-Saint Joseph

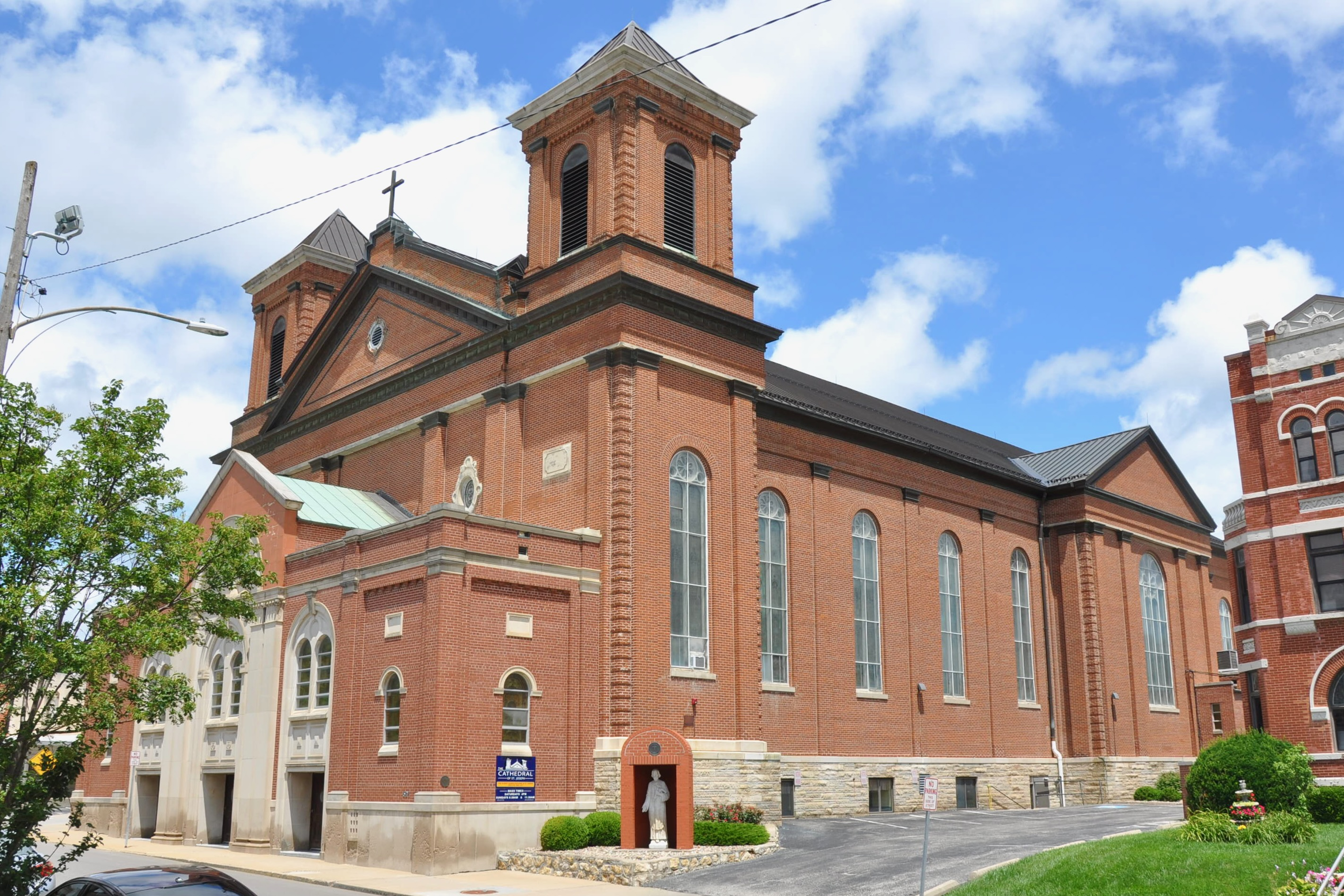
Co-cathédrale Saint-Joseph.

Le diocèse de Kansas City-Saint Joseph (Dioecesis Kansanopolitana-Sancti Josephi) est un siège de l'Église catholique aux États-Unis suffragant de l'archidiocèse de Saint-Louis. En 2023, il comptait 120 756 baptisés pour 1 583 646 habitants. Il est tenu par James Vann Johnston Jr. (en). Il ne doit pas être confondu avec l'archidiocèse de Kansas City dans le Kansas.

## Territoire
Le diocèse comprend vingt-sept comtés du Missouri : Andrew, Atchison, Bates, Buchanan, Caldwell, Carroll, Cass, Clay, Clinton, Daviess, DeKalb, Gentry, Grundy, Harrison, Henry, Holt, Jackson, Johnson, Lafayette, Livingston, Mercer, Nodaway, Platte, Ray, St. Clair, Vernon et Worth.
Le siège épiscopal est à Kansas City, où se trouve la cathédrale de l'Immaculée-Conception. À Saint Joseph, il y a aussi la co-cathédrale Saint-Joseph (en).
Son territoire est subdivisé en 86 paroisses.

## Histoire
Le diocèse de Saint-Joseph est érigé le 3 mars 1868 par le bref apostolique Summi apostolatus de Pie IX, et celui de Kansas City le 10 septembre 1880, les deux recevant leurs territoires de l'archidiocèse de Saint-Louis, dont ils deviennent suffragants. Ils recoupent la partie occidentale de l'État du Missouri.
Le premier évêque de Kansas City en fut John Joseph Hogan, déjà évêque de Saint-Joseph, nommé alors administrateur apostolique de son ancien siège jusqu'en 1893. Le 16 juin 1911, le diocèse de Saint-Joseph s'agrandit avec de nouvelles portions prises sur l'archidiocèse de Saint-Louis.
Le 2 juillet 1956, le diocèse de Kansas City cède, par la bulle Ex quo die de Pie XII, des portions de territoire au nouveau diocèse de Jefferson City et au nouveau diocèse de Springfield-Cape Girardeau (en). Au nouveau diocèse de Jefferson City, une grande partie du diocèse de Saint-Joseph lui est attribuée et la petite partie qui reste est annexée par le diocèse de Kansas City, qui prend alors le nom de diocèse de Kansas City-Saint Joseph.

## Statistiques
- En 1950, le diocèse de Kansas City comptait 86.000 baptisés pour 1.900.000 habitants (4,5%), 253 prêtres (159 diocésains et 94 réguliers), 111 religieux et 815 religieuses dans 104 paroisses
- En 1950, le diocèse de Saint Joseph comptait 32.063 baptisés pour 633.987 habitants (5,1%), 131 prêtres (82 diocésains et 49 réguliers), 56 religieux et 354 religieuses dans 65 paroisses
- En 1966, le diocèse de Kansas City-Saint Joseph comptait 131.942 baptisés pour 1.147.702 habitants (11,5%), 367 prêtres (190 diocésains et 177 réguliers), 254 religieux et 1.001 religieuses dans 96 paroisses
- En 1976, le diocèse comptait 138.595 baptisés pour 1.271.000 habitants (10,9%), 394 prêtres (144 diocésains et 250 réguliers), 21 diacres permanents, 250 religieux et 703 religieuses dans 94 paroisses
- En 1990, le diocèse comptait 140.139 baptisés pour 1.575.600 habitants (8,9%) 251 prêtres (129 diocésains et 122 réguliers), 67 diacres permanents, 174 religieux et 415 religieuses dans 110 paroisses
- En 2000, le diocèse comptait 163.349 baptisés pour 1.299.555 habitants (12,6%), 218 prêtres (117 diocésains et 101 réguliers), 54 diacres permanents, 157 religieux et 286 religieuses dans 85 paroisses
- En 2007, le diocèse comptait 143.300 baptisés pour 1.463.000 habitants (9,8%), 200 prêtres (104 diocésains et 96 réguliers), 63 diacres permanents, 146 religieux et 270 religieuses dans 87 paroisses
- En 2016, le diocèse comptait 124.908 baptisés pour 1.537.335 habitants (8,1%), 171 prêtres (98 diocésains et 73 réguliers), 67 diacres permanents 97 religieux et 94 religieuses dans 88 paroisses[3].

On constate une baisse de tous les indicateurs depuis 1976 et un effondrement des vocations féminines.